# Carphalea kirondron
Carphalea kirondron är en måreväxtart som beskrevs av Henri Ernest Baillon. Carphalea kirondron ingår i släktet Carphalea och familjen måreväxter.
Artens utbredningsområde är Madagaskar.

## Underarter
Arten delas in i följande underarter:
- C. k. geayi
- C. k. kirondron